# نیننا
نیننا (به ژاپنی: 仁和 Ninna) نام یک عصر تاریخی ژاپنی (نِنگُو) بود. این عصر بعد از گانکئو و قبل از کانپیو قرار داشت و از فوریه ۸۸۵ تا آوریل ۸۸۹ میلادی به طول انجامید. در طی این عصر امپراتور کوکو و امپراتور اودا حکمران ژاپن بودند.